# Cratino
Cratino (gr. Κράτινος, ca. 520 a. C.- después del 423 a. C.) fue un comediógrafo ateniense, representante de la comedia antigua. Es citado por Aristófanes en Las ranas, donde ensalza su poesía y lo reconoce como su  maestro. Además de Aristófanes, tuvo como discípulo a Eupolis. 

## Obras
No se ha conservado completa ninguna obra de Cratino, pero se conocen varios de sus títulos y fragmentos de las mismas: en Los plutos, fue el primero que usó escenas del mundo subterráneo; en Omnividentes, atacó a los sofistas. Otras de sus obras fueron Laconios, Sátiros y Botella. 
Tanto en sus temas como en los títulos de sus obras tuvo seguidores: Aristófanes, Eupolis, Nicócares, Platón el Cómico y Arquipo, 

## Rivalidades
Su gran creatividad pudo atraer la envidia de compañeros, incluso de Aristófanes que, a pesar de reconocerlo como su maestro, en algunas de sus obras lo criticó ferozmente y aludió a su alcoholismo, a su incontinencia urinaria y a su mal olor. Sin embargo en las Leneas del año 424 a. C. quedó segundo, con su obra Sátiros y en el año siguiente ganó las Dionisias con Botella, donde aludió a su propio alcoholismo, y venció a Las nubes de Aristófanes. 
Cratino, por su parte, criticó a Aristófanes por ser exagerado, por imitar a Eurípides y lo acusó de plagiar temas de Eupolis. 
También tuvo enemigos dentro de la política, como Calias.